# Desmopsis trunciflora
Desmopsis trunciflora (Schltdl. & Cham.) G.E.Schatz ex Maas, E.A.Mennega & Westra – gatunek rośliny z rodziny flaszowcowatych (Annonaceae Juss.). Występuje naturalnie w Meksyku, w stanach Veracruz, Oaxaca oraz Chiapas. 

## Morfologia
PokrójZimozielone drzewo dorastające do 12 m wysokości.
LiścieMają kształt od eliptycznego do odwrotnie owalnego. Mierzą 1,2–16 cm długości oraz 1,6–6,3 cm szerokości. Nasada liścia jest rozwarta. Liść na brzegu jest całobrzegi. Wierzchołek jest od tępego do spiczastego. Ogonek liściowy jest owłosiony i dorasta do 3–5 mm długości.
KwiatyZebrane po 3–4 w pęczki. Rozwijają się w kątach pędów. Działki kielicha mają owalny kształt i dorastają do 3–6 mm długości. Płatki mają owalny kształt i osiągają do 16–20 mm długości. Kwiaty mają około 70 pręcików i 6–9 słupków.
OwocePojedyncze. Mają owalny kształt. Osiągają 8–20 mm długości.

## Biologia i ekologia
Rośnie w lasach. Występuje na wysokości do 900 m n.p.m.